# ساشا جوسفی
ساشا جوسفی (انگلیسی: Sascha Jusufi؛ زادهٔ ۲۰ ژانویهٔ ۱۹۶۳) بازیکن فوتبال اهل آلمان است.
از باشگاه‌هایی که در آن بازی کرده‌است می‌توان به باشگاه فوتبال زاربروکن، باشگاه فوتبال شالکه ۰۴، باشگاه فوتبال اوردینگن ۰۵، و باشگاه فوتبال هامبورگ اشاره کرد.